# Gmina Janowiec
Die Gmina Janowiec ist eine Landgemeinde im Powiat Puławski der Woiwodschaft Lublin in Polen. Sitz ist das gleichnamige Dorf.

## Gliederung
Zur Landgemeinde (gmina wiejska) Janowiec gehören folgende acht Ortschaften mit einem Schulzenamt:
- Brześce
- Brześce-Kolonia
- Janowice
- Janowiec
- Nasiłów
- Oblasy
- Trzcianki
- Wojszyn

## Baudenkmale (Auswahl)
- Burgruine in Janowiec.